# 赫恩德爾山
47°9′59″N 12°30′59″E / 47.16639°N 12.51639°E
赫恩德爾山（德語：Hörndl），是奧地利的山峰，位於該國中部，由薩爾茨堡州負責管轄，屬於格拉納特山脈的一部分，處於霍赫加瑟山1.5公里，海拔高度2,852米，山體在古生代時期形成。